# Arcidiocesi di Friburgo in Brisgovia

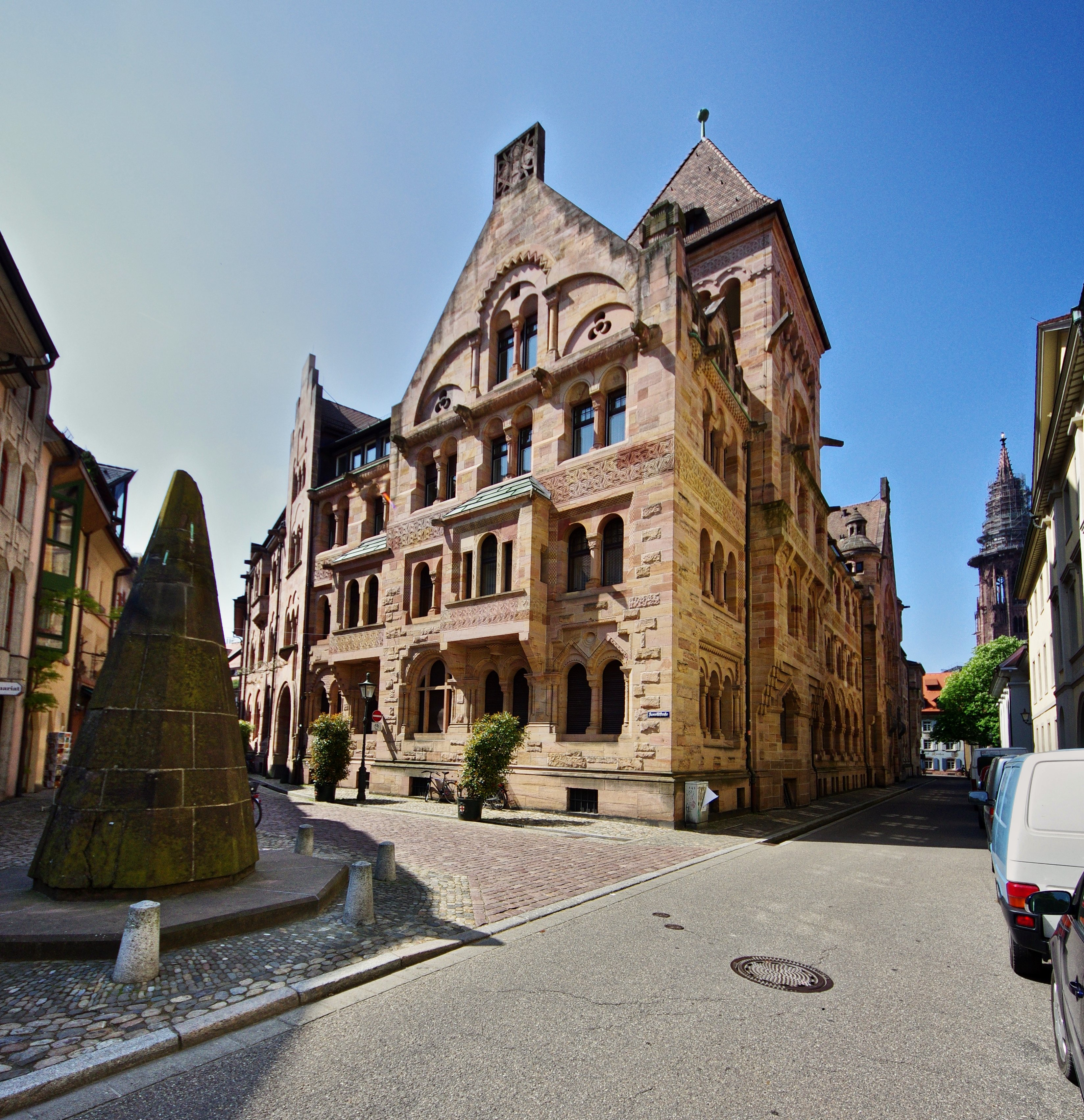
Il palazzo arcivescovile di Friburgo in Brisgovia.

L'arcidiocesi di Friburgo in Brisgovia (in latino Archidioecesis Friburgensis) è una sede metropolitana della Chiesa cattolica in Germania. Nel 2021 contava 1 874 400 battezzati su 4 842 340 abitanti. È retta dall'arcivescovo Stephan Burger.

## Territorio
L'arcidiocesi comprende la parte occidentale del Baden-Württemberg ed il suo territorio corrisponde agli antichi stati del Baden, di Hohenzollern-Sigmaringen e di Hohenzollern-Hechingen.
Sede arcivescovile è la città di Friburgo in Brisgovia, dove si trova la cattedrale di Nostra Signora. Nel territorio sorgono anche tre basiliche minori: la chiesa della Natività di Maria, San Pelagio e San Corrado a Costanza, già cattedrale dell'omonima diocesi; il santuario di Birnau e la basilica di San Giorgio a Walldürn. L'abbazia di Reichenau è compresa fra i patrimoni dell'umanità riconosciuti dall'UNESCO.
Il territorio è suddiviso in 26 decanati e in 1 049 parrocchie.

## Storia
L'attuale arcidiocesi è in parte erede dell'antica diocesi di Costanza, eretta tra la fine del VI secolo  e gli inizi del VII. La diocesi, una delle più vaste dell'Impero tedesco di cui era parte integrante, comprendeva porzioni consistenti degli odierni territori della Svizzera tedesca, del Baden-Württemberg tedesco e del Vorarlberg austriaco. Dal XIII secolo al 1802, fu anche uno stato del Sacro Romano Impero.
La situazione politica europea alla fine del Settecento, la rivoluzione francese, la Reichsdeputationshauptschluss del 1803 e il congresso di Vienna del 1815 causarono la fine della diocesi di Costanza. In particolare, in seguito alla soppressione del Sacro Romano Impero, il territorio della diocesi si trovò diviso fra due nuove entità politiche, la Confederazione germanica e la Svizzera; per il principio della territorialità delle Chiese, quella di Costanza non poteva più sopravvivere.
L'arcidiocesi di Friburgo è stata eretta il 16 agosto 1821 in forza della bolla Provida solersque di papa Pio VII, ricavandone il territorio dalla diocesi di Costanza, che è stata contestualmente soppressa, e da quelle porzioni delle diocesi di Spira, di Magonza, di Worms, di Würzburg e di Strasburgo che ricadevano nel territorio del Granducato di Baden. Originariamente la giurisdizione metropolitana si estendeva, oltre alle diocesi di Magonza e Rottenburg, anche a Fulda e Limburg.
A causa della mancanza di un accordo sulla nomina del vescovo, Ignaz Heinrich von Wessenberg, ultimo amministratore della diocesi di Costanza, continuò ad amministrare la nuova arcidiocesi fino alla nomina del primo arcivescovo di Friburgo, Bernhard Boll, nel 1827.
Il capitolo dei canonici della cattedrale, in forza della bolla Ad dominici gregis custodiam dell'11 aprile 1827 e del concordato fra Santa Sede e Repubblica di Baden del 12 ottobre 1932, gode del diritto di eleggere i propri vescovi, su una terna di nomi proposta dalla Santa Sede; in seguito l'eletto riceve la nomina formale e canonica del papa.
L'assenza di un concordato esplicito tra la Santa Sede e il governo del Granducato di Baden rese difficili i rapporti tra Chiesa e Stato nei primi decenni di vita dell'arcidiocesi, in particolare durante l'episcopato di Hermann von Vicari (1843-1868), che subì l'arresto e la reclusione, per una sola settimana, nel proprio palazzo episcopale. Alla morte dell'arcivescovo, non fu possibile nessuna nuova elezione e la sede rimase vacante per 14 anni, governata dall'ausiliare Lothar von Kübel, vescovo titolare di Leuce.
I rapporti tra Stato e Chiesa migliorarono verso la fine del secolo, e in particolare con la nuova costituzione dello Stato di Baden del 1919, che abolì il controllo dello Stato su tutte le attività della Chiesa. Questo permise, tra le altre cose, la fondazione nell'arcidiocesi di comunità religiose, fino a quel momento vietate.
Il 13 agosto 1930, con la bolla Pastoralis officii nostri di papa Pio XI, fu ristrutturata la provincia ecclesiastica di Friburgo, che perse le suffraganee di Limburgo e di Fulda, passate rispettivamente alle province ecclesiastiche di Colonia e di Paderborn.
Dal 1935 l'arcivescovo Conrad Gröber si fece un aperto oppositore del nazionalsocialismo. Diciassette sacerdoti della diocesi saranno deportati in campi di concentramento; dieci di loro vi troveranno la morte.
Dal 1º gennaio 2008 l'arcidiocesi ha adottato una suddivisione in 26 decanati.
L'arcidiocesi è stata visitata da papa Benedetto XVI il 24 e 25 settembre 2011.

## Cronotassi dei vescovi
Si omettono i periodi di sede vacante non superiori ai 2 anni o non storicamente accertati.
- Sede vacante (1821-1827)

- Bernhard Boll, O.Cist. † (21 maggio 1827 - 6 marzo 1836 deceduto)
- Ignatz Anton Demeter † (21 novembre 1836 - 21 marzo 1842 deceduto)
- Hermann von Vicari † (30 gennaio 1843 - 14 aprile 1868 deceduto)
  - Lothar von Kübel † (5 gennaio 1869 - 3 agosto 1881 deceduto) (amministratore apostolico)
- Johann Baptist Orbin † (12 maggio 1882 - 8 aprile 1886 deceduto)
- Johannes Christian Roos † (27 luglio 1886 - 22 ottobre 1896 deceduto)
- Georg Ignatz Komp † (24 marzo 1898 - 11 maggio 1898 deceduto)
- Thomas Nörber † (5 settembre 1898 - 27 luglio 1920 deceduto)
- Karl Fritz † (12 ottobre 1920 - 7 dicembre 1931 deceduto)
- Conrad Gröber † (21 maggio 1932 - 14 febbraio 1948 deceduto)
- Wendelin Rauch † (27 agosto 1948 - 28 aprile 1954 deceduto)
- Eugen Viktor Paul Seiterich † (7 agosto 1954 - 3 marzo 1958 deceduto)
- Hermann Josef Schäufele † (14 giugno 1958 - 26 giugno 1977 deceduto)
- Oskar Saier † (15 marzo 1978 - 1º luglio 2002 dimesso)
- Robert Zollitsch (16 giugno 2003 - 17 settembre 2013 ritirato)
- Stephan Burger, dal 30 maggio 2014

## Statistiche
L'arcidiocesi nel 2021 su una popolazione di 4 842 340 persone contava 1 874 400 battezzati, corrispondenti al 38,7% del totale.
| anno | popolazione | popolazione | popolazione | presbiteri | presbiteri | presbiteri | presbiteri                | diaconi | religiosi | religiosi | parrocchie |
| anno | battezzati  | totale      | %           | numero     | secolari   | regolari   | battezzati per presbitero | diaconi | uomini    | donne     | parrocchie |
| ---- | ----------- | ----------- | ----------- | ---------- | ---------- | ---------- | ------------------------- | ------- | --------- | --------- | ---------- |
| 1950 | 1 710 233   | 2 605 420   | 65,6        | 1 969      | 1 538      | 431        | 868                       |         | 746       | 6 551     | 1 022      |
| 1970 | 2 292 550   | 4 952 862   | 46,3        | 1 355      | 1 109      | 246        | 1 691                     |         | 455       | 5 077     | 1 087      |
| 1980 | 2 344 864   | 4 000 000   | 58,6        | 1 753      | 1 393      | 360        | 1 337                     | 46      | 527       | 5 379     | 1 040      |
| 1990 | 2 256 888   | 4 100 000   | 55,0        | 1 644      | 1 318      | 326        | 1 372                     | 104     | 494       | 3 952     | 1 052      |
| 1999 | 2 160 650   | 4 540 000   | 47,6        | 1 432      | 1 150      | 282        | 1 508                     | 158     | 423       | 2 770     | 1 084      |
| 2000 | 2 148 067   | 4 530 000   | 47,4        | 1 368      | 1 124      | 244        | 1 570                     | 172     | 383       | 2 702     | 1 084      |
| 2001 | 2 132 269   | 4 700 000   | 45,4        | 1 325      | 1 091      | 234        | 1 609                     | 179     | 356       | 2 521     | 1 084      |
| 2002 | 2 124 834   | 4 600 000   | 46,2        | 1 325      | 1 071      | 254        | 1 603                     | 185     | 363       | 2 247     | 1 084      |
| 2003 | 2 114 702   | 4 600 000   | 46,0        | 1 277      | 1 066      | 211        | 1 655                     | 185     | 308       | 2 281     | 1 083      |
| 2006 | 2 088 512   | 4 850 000   | 43,1        | 1 216      | 1 005      | 211        | 1 717                     | 202     | 294       | 1 970     | 1 077      |
| 2013 | 1 953 041   | 4 735 970   | 41,2        | 1 007      | 900        | 107        | 1 939                     | 246     | 187       | 1 497     | 1 070      |
| 2016 | 1 929 000   | 4 694 711   | 41,1        | 1 042      | 850        | 192        | 1 851                     | 272     | 260       | 1 297     | 1 061      |
| 2019 | 1 855 485   | 4 791 293   | 38,7        | 830        | 727        | 103        | 2 235                     | 275     | 161       | 1 085     | 1 053      |
| 2021 | 1 874 400   | 4 842 340   | 38,7        | 924        | 791        | 133        | 2 028                     | 277     | 151       | 872       | 1 049      |